# Sütlü pilav
Sütlü pilav (arròs amb llet) és una varietat de pilav de la cuina turca. Es fa amb llet en comptes d'aigua. És una especialitat d'Iğdır i de la zona del voltant, a la Regió d'Anatòlia Oriental a Turquia. Sütlü pilav també es pot fer amb cigrons.